# Râul Căinar
Râul Căinar (Căinari) este un afluent de stânga al râului Răut, izvorăște la nord-vest de satul Sauca, raionul Dondușeni. Curge spre sud și se varsă în Răut, lângă satul Gura Căinarului, raionul Florești. Din punct de vedere geologic, fundamentul bazinului hidrografic este reprezentat de roci nisipo-argiloase sarmațiene. În cursul superior valea râului este îngustă cu versanți domoli, în cursul mijlociu - valea se lărgește iar pe unele sectoare versantul drept devine mai abrupt, dezvelindu-se roci calcaroase.
În perioada postbelică, între anii 1949-1952, în satul Măcăreuca a fost construită o stațiune hidroelectrică cu o capacitate de 60 de kw/h. Dar din cauza capacității scăzute de producție exploatarea stațiunii a fost stopată. În apropiere de satul Cotova, Drochia, pe versantul stâng al Căinarului se află monument al naturii hidrologic „Izvoarele din Cotova” cuprinzând o suprafață de 6 ha.

## Afluenți
Dumbrava, Valea Moșiei, Zgura, Rădoaia, Frumușica, Căinăruțul, Căldarea, Bolata.

## Faună
Ihtiofauna râului Căinar este reprezentată 15 specii de pești: caras argintiu, murgoi bălțat, zvârlugă, obleț, boarță, babușcă, biban, mocănaș, ciobănaș etc.